# NGC 5654
NGC 5654 ist ein 13,1 mag verschmelzendes Galaxienpaar im Sternbild Bärenhüter und etwa 388 Millionen Lichtjahre von der Milchstraße entfernt. 
Sie wurde am 1. Mai 1785 von Wilhelm Herschel mit einem 18,7-Zoll-Spiegelteleskop entdeckt, der sie dabei mit „vF, S“ beschrieb.